# 968
| 968                |
| ------------------ |
| Dødsfald - Fødsler |
|                    |

| Gregoriansk kalender | 968 CMLXVIII            |
| Ab urbe condita      | 1721                    |
| Armensk kalender     | 417 ԹՎ ՆԺԷ              |
| Kinesiske kalender   | 3664 – 3665 丁卯 – 戊辰 |
| Etiopisk kalender    | 960 – 961               |
| Jødisk kalender      | 4728 – 4729             |
| Hindukalendere       |                         |
| - Vikram Samvat      | 1023 – 1024             |
| - Shaka Samvat       | 890 – 891               |
| - Kali Yuga          | 4069 – 4070             |
| Iransk kalender      | 346 – 347               |
| Islamisk kalender    | 357 – 358               |

Se også 968 (tal)

## Begivenheder
- Dannevirke udbygges.